# پرچم شتلند
پرچم شتلند در ۳ فوریه ۱۹۶۹ پذیرفته شد.اینپرچم دارای زمینه آبی و صلیب سفید است.